# Dennis Marshall
Dennis Amos Marshall Maxwell (Limón, 9 de agosto de 1985 - San José, 23 de junio de 2011) fue un futbolista costarricense que jugó como defensa. Su último equipo fue el Aalborg BK de Dinamarca.

## Trayectoria
Sus inicios como futbolista, fueron en el club Limonense de su ciudad natal. Otros clubes costarricenses con los que jugó, fueron Puntarenas y Herediano.
Con la selección mayor de Costa Rica, debutó el 6 de junio de 2009 en un partido de la eliminatoria de la Confederación Norte Centroamericana y del Caribe de Fútbol (CONCACAF), hacia la fase final del campeonato mundial de ese deporte, que se realizaría en Sudáfrica en 2010; el partido fue ante Trinidad y Tobago, finalizando con un marcador de 3-2 para Costa Rica que jugaba como visitante.
El último partido disputado en el que alineó como defensa fue ante Honduras, en el marco de la Copa de Oro de la Concacaf, en aquella ocasión marcó el gol del empate 1-1 en el tiempo reglamentario, forzando con esto una prórroga.

## Clubes
| Club          | País       | Año       |
| ------------- | ---------- | --------- |
| A.D Limonense | Costa Rica | 2005-2007 |
| Puntarenas FC | Costa Rica | 2007-2009 |
| C.S Herediano | Costa Rica | 2009      |
| Aalborg BK    | Dinamarca  | 2009-2011 |

## Muerte
El futbolista falleció el 23 de junio de 2011 en un accidente de tránsito, al estrellarse su auto contra un camión. Además de él, también murió su prometida, (futura esposa), Meilyn Arianna Masís. El hecho ocurrió en la carretera Braulio Carrillo que conecta a la capital de San José, con la provincia de Limón, de donde era originario Marshall. Cinco días antes de su muerte, había anotado un gol ante la selección de Honduras en los cuartos de final de la Copa de Oro de la Concacaf, instancia donde su selección fue eliminada en una posterior definición por lanzamientos desde el punto de penal.  Un informe de la Policía de Tránsito indica que la causa del accidente fue una invasión suya del carril contrario. En la misma carretera había fallecido en 2005 el entonces delantero de la selección costarricense Whayne Wilson, en un accidente que le causó la muerte tras varios días de agonía.

## Último adiós y entierro
El funeral se realizó el 27 de junio en la Catedral de Limón. Varias figuras del deporte asistieron como Kurt Bernard, William Sunsing, Reynaldo Parks, Kareem McLean y Rodrigo Kenton.
Luego su cuerpo fue trasladado al Estadio Eladio Rosabal Cordero donde se le rindió un homenaje, estando presentes familiares, deportistas, dirigentes, excompañeros de trabajo de Masís y la selección costarricense, junto con el cuerpo técnico encabezado por Ricardo La Volpe.
Luego de los actos, el cuerpo del futbolista fue trasladado al Cementerio Campo Santo de Limón, donde fue enterrado.
En declaraciones al canal 7, el delantero Bryan Ruiz, del Twente holandés dijo:

No podría creer la noticia, fue sumamente difícil.

Mientras el volante Cristian Oviedo aseguró que la partida del defensa, es un dolor muy grande para el fútbol nacional.
Franklin Maxwell, primo materno de Marshall, relató que el futbolista tenía un plan para crear una fundación de ayuda a los niños de escasos recursos de Limón y dijo que la familia intentará llevar adelante ese proyecto.